# جمهوری‌خواهی در ایرلند
جمهوری‌خواهی ایرلندی (به ایرلندی: poblachtánachas Éireannach) جنبش سیاسی اتحاد و استقلال ایرلند تحت عنوان یک جمهوری است. جمهوری‌خواهان ایرلندی، حاکمیت بریتانیا در هر قسمتی از ایرلند را ذاتاً نامشروع می‌دانند.
توسعه احساسات ملی‌گرایانه و دموکراتیک در سراسر اروپا در قرن هجدهم و نوزدهم، که به ایدئولوژی معاصر رادیکالیسم جمهوری‌خواه تبدیل شد، در ایرلند به صورت جمهوری‌گرایی در تقابل با حاکمیت بریتانیا بازتاب یافت. تبعیض علیه کاتولیک‌ها و غیرکنفورمیست‌های پروتستان، تلاش‌های دولت بریتانیا برای سرکوب فرهنگ ایرلندی و این عقیده که ایرلند در نتیجه مصوبات اتحادیه از لحاظ اقتصادی آسیب دیده، از جمله عوامل این مخالفت‌ها بود. جامعه ایرلندی‌های متحد، که در سال ۱۷۹۱ تشکیل شد و اصولاً توسط پروتستان‌های لیبرال رهبری می‌شد، شورش ۱۷۹۸ را با کمک نیروهای اعزامی توسط فرانسه انقلابی آغاز نمود، اما این قیام ناکام ماند. دومین شورش در سال ۱۸۰۳ به سرعت سرکوب شد. جنبش ایرلند جوان، که در دهه ۱۸۳۰ تشکیل شد، از انجمن لغو دانیل اوکانل منشعب گردید، زیرا معتقد بود که مبارزه مسلحانه مشروع است. برخی از اعضای ایرلند جوان در سال ۱۸۴۸ شورشی را ترتیب دادند. رهبران این شورش هم تبعید شدند. برخی از این‌ها به ایالات متحده فرار کردند و در آنجا با دیگر تبعیدی‌های ایرلندی ارتباط برقرار کردند تا اخوان فنیان را تشکیل دهند. آن‌ها به همراه اخوان جمهوری‌خواه ایرلندی، که در سال ۱۸۵۸ توسط جیمز استیفنس و دیگران در ایرلند تأسیس شد، جنبشی را تشکیل دادند که معمولاً با نام " فنیان " شناخته می‌شد و به سرنگونی حاکمیت شاهنشاهی بریتانیا در ایرلند می‌اندیشید. آن‌ها بار دیگر قیام فینیان را در سال ۱۸۶۷ و اردوکشی دینامیت را در انگلیس دهه ۱۸۸۰ به منصه ظهور گذاشتند.
در اوایل قرن بیستم، اعضای IRB، به ویژه تام کلارک و سین مک‌درموت، شروع به برنامه‌ریزی برای قیام مجدد کردند. قیام عید پاک از ۲۴ تا ۳۰ آوریل ۱۹۱۶ اتفاق افتاد، زمانی که اعضای داوطلب ایرلندی و ارتش شهروندان ایرلندی مرکز دوبلین را تصرف کردند، جمهوری اعلام کردند و نیروهای بریتانیا را برای مدت تقریباً یک هفته اخراج نمودند. در ابتدا شورشیان به عنوان افراط‌گرایان در نظر گرفته می‌شدند و عموم مردم ایرلند عموماً طرفدار حاکمیت محلی بودند، اما اعدام رهبران این گروه (از جمله کلارک، مک درموت، پاتریک پیرز و جیمز کانلی) منجر به افزایش حمایت از جمهوری‌خواهی در ایرلند شد. در سال ۱۹۱۷ حزب شین فین هدف خود را «به رسمیت شناخته شدن بین‌المللی ایرلند به عنوان جمهوری ایرلندی مستقل» اعلام کرد و در انتخابات عمومی ۱۹۱۸ این حزب موفق به کسب ۷۳ کرسی از ۱۰۵ کرسی ایرلندی در مجلس عوام بریتانیا شد. اعضای منتخب کرسی‌های خود را تحویل نگرفتند و تصمیم به بایکوت مجلس عوام و در عوض تشکیل مجلس خودشان، به نام دایل، گرفتند. بین سال‌های ۱۹۱۹ و ۱۹۲۱، ارتش جمهوری‌خواه ایرلند (IRA)، که به دایل وفادار بود، در جنگ استقلال ایرلند با ارتش بریتانیا و سپاه سلطنتی ایرلند (RIC)، یک نیروی کاتولیک رومی، جنگید. مذاکرات بین انگلیس و ایرلند در اواخر سال ۱۹۲۱ منجر به پیمانی شد که بر اساس آن انگلیس نه یک جمهوری ایرلندی ۳۲ شهرستانی، بلکه دولت آزاد ایرلند با ۲۶ شهرستان را به عنوان قلمرو دامنه‌ای پذیرفت. این منجر به جنگ داخلی ایرلند شد، که در آن جمهوری‌خواهان از هم‌رزمان سابق خود شکست خوردند.
دولت آزاد به دنبال بیانیه بالفور در سال ۱۹۲۶ و اساس‌نامه وست مینستر در سال ۱۹۳۱ به یک سلطنت مشروطه مستقل تبدیل شد. نام خود را به Éire/ایرلند تغییر داد و با تصویب قانون اساسی ایرلند در سال ۱۹۳۷ رسماً به جمهوری بدل شد. با تصویب قانون جمهوری ایرلند ۱۹۴۸ به‌طور رسمی خود را به نام «جمهوری ایرلند» توصیف کرد. در همان سال (۱۹۴۸)، جنبش جمهوری تصمیم گرفت که از آن پس بر ایرلند شمالی تمرکز کند. کمپین مرزی، که از سال ۱۹۵۶ تا ۱۹۶۲ به طول انجامید، شامل بمب‌گذاری و حمله به سپاه سلطنتی اولستر بود. شکست این کارزار رهبری جمهوری‌خواهان را بر آن داشت تا روی اقدامات سیاسی متمرکز شوند و به سمت چپ سیاسی بروند. به دنبال درگیری‌های ایرلند شمالی در سال‌های ۱۹۶۸–۹، جنبش در آغاز سال ۱۹۷۰ بین مقامات (چپ‌ها) و موقت‌ها (سنت‌گرایان) منقسم گردید. هر دو طرف در ابتدا درگیر یک کارزار مسلحانه علیه دولت انگلیس بودند، اما مقامات پس از آتش‌بس رسمی IRA در سال ۱۹۷۲ به تدریج وارد جریان اصلی سیاست شدند. سازمان «رسمی شین فین» در نهایت نام خود را به حزب کارگران ایرلند تغییر داد. IRA موقت، به استثنای آتش‌بس‌های مختصر در ۱۹۷۲ و ۱۹۷۵، برای مدت سی سال اقدامات خشونت‌آمیز علیه نیروهای امنیتی و اهداف غیرنظامی (به ویژه مشاغل) را ادامه داد. در حالی که حزب سوسیال دموکرات و کارگر (SDLP) از ملی‌گرایان ایرلند شمالی در ابتکاراتی مانند موافقت نامه سونیگدال ۱۹۷۳ نمایندگی می‌کرد، جمهوری‌خواهان در این اقدامات شرکت نکردند، زیرا عقیده داشتند که عقب‌نشینی نیروهای بریتانیایی و تعهد به ایرلند متحد پیش شرط لازم است. بهرحال، با سخنرانی برجستهٔ دنی موریسون در سال ۱۹۸۱، با حمایت او از آنچه به عنوان استراتژی آرمالیته و صندوق‌های رای شناخته شد، شیوه مبارزه جمهوری‌خواهان تغییر یافت. شین فین تحت رهبری جری آدامز، تمرکز خود را بر جستجوی یک توافق سیاسی آغاز کرد. هنگامی که این حزب در سال ۱۹۸۶ رأی داد تا به کرسی‌های ارگان‌های قانونگذاری در ایرلند برسد، جمهوری‌خواهانی از هر طیف در آن بودند. پس از گفتگوهای هیوم و آدامز، شین فین در روند صلح ایرلند شمالی شرکت کرد که منجر به آتش‌بس‌های IRA در سال‌های ۱۹۹۴ و ۱۹۹۷ و توافق جمعه نیک در ۱۹۹۸ شد. پس از انتخابات مجلس ایرلند شمالی، برای اولین بار مارتین مک گوینس و بایبره دو برون جمهوری‌خواه به عنوان اعضای اجرایی دولت ایرلند شمالی در کابینه حضور داشتند. با این حال، یک انشعاب دیگر رخ داد، جمهوری‌خواهان مخالف توافق‌نامه جنبش حاکمیت ۳۲ شهرستان و IRA واقعی را تأسیس کردند. امروزه جمهوری‌خواهی ایرلند بین کسانی که از توافقات انجامیده در پیمان جمعه نیک و توافق‌نامه بعدی سنت اندروز، پشتیبانی می‌کنند و کسانی که مخالف آن هستند، تقسیم شده‌است. از گروه دوم اغلب به عنوان جمهوری‌خواهان مخالف یاد می‌شود.